# Malanje
Malanje es una comuna y también un municipio (Concelho de Malanje) capital de la provincia de Malanje, en el centro de Angola, región fronteriza con la República Democrática del Congo. 

## Geografía
El término tiene una extensión superficial de 2 422 km² y una población de 221 785 habitantes.
Linda al norte con el municipio de Cuaba Nzogo; 
al este con el de Mucari; 
al sur con los municipios de Cangandala y de Mussende en la provincia de Cuanza del Sur; 
y al oeste con los de Cacuso y de Calandula.

## Comunas
Este municipio agrupa seis comunas:
- Malanje, sede.
- Quimbamba,
- Ngola-Luíje,
- Cambaxe,
- Cambondo
- Cangando.

## Comunicaciones

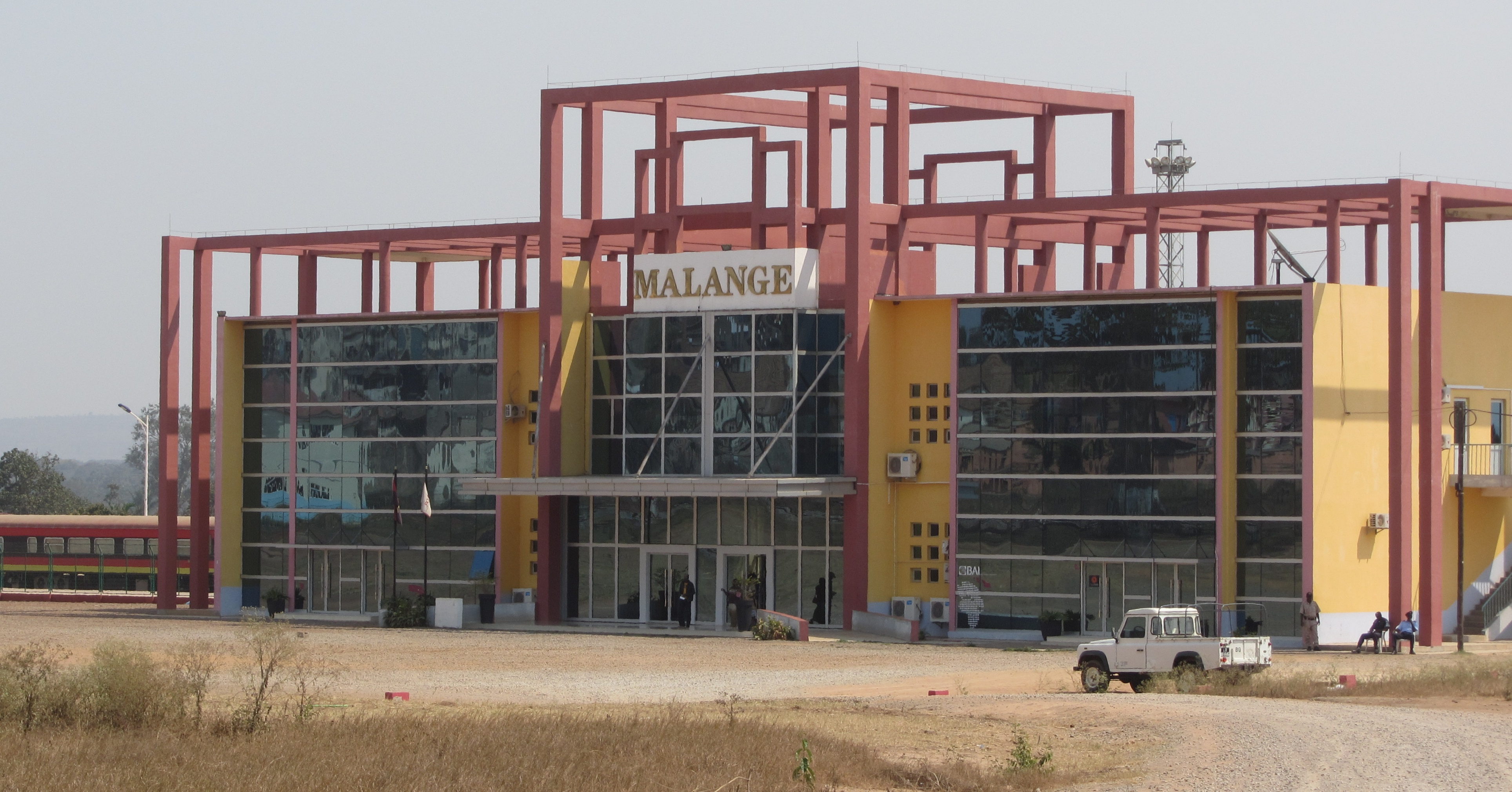
Estación de ferrocarril de Malanje.

Ferrocarril a Luanda y aeropuerto.